# NONA REEVES (ノーナ・リーヴスのアルバム)
『NONA REEVES』（ノーナ・リーヴス）はNONA REEVESの通算6枚目となるスタジオ・アルバムである。

## 概要
前作『DESTINY』から約2年ぶりのオリジナル・アルバムとして、2002年9月25日にTOTAL SPECTRUMより発売された。

## 収録曲
1. 初恋 - FIRST GIRL IN THIS TOWN
作詞・作曲：西寺郷太
2. ENJOYEE! (YOUR LIFETIME)
作詞・作曲：西寺郷太
  - 10枚目のシングル。
3. TONIGHT～愛があった夕べ～
作詞・作曲：西寺郷太
4. 欲望
作詞：西寺郷太、作曲：西寺郷太・奥田健介
5. HIPPOPOTAMUS
作詞・作曲：西寺郷太
6. IT'S A NEW DAY [BLOW] (Instrumental Session Pt.1)
作曲：NONA REEVES
  - インストゥルメンタル。
7. THE DEATH
作曲：西寺郷太
  - インストゥルメンタル。
8. アルファベット・ボーイ
作詞・作曲：西寺郷太
9. GIMME GIMME
作詞・作曲：西寺郷太
  - 10枚目のシングル「ENJOYEE! (YOUR LIFETIME)」のカップリング曲。
10. IT'S A NEW DAY [QUIET STORM] (Instrumental Session Pt.2)
作曲：NONA REEVES
  - インストゥルメンタル。
11. HISTORY
作詞：西寺郷太、作曲：西寺郷太・奥田健介